# 4115 Peternorton
4115 Peternorton este un asteroid din centura principală, descoperit pe 29 august 1982 de Nikolai Cernîh.